# Ингибиторы АПФ
Ингиби́торы АПФ (ингибиторы ангиотензинпревращающего фермента, иАПФ) — группа природных и синтетических химических соединений, применяющихся для лечения и профилактики сердечной (обычно в дозах, не снижающих артериальное давление) и почечной недостаточности, для снижения артериального давления, в пластической хирургии, для защиты от ионизирующих излучений.
Ингибиторы АПФ широко применяются в лечении коронарных синдромов (таких как стенокардия и инфаркт миокарда)
Ингибиторы АПФ открыты при изучении пептидов, содержащихся в яде обыкновенной жарараки (Bothrops jararaca).
Препараты на основе ингибиторов АПФ являются одними из пяти вариантов препаратов первой линии при лечении артериальной гипертензии и сердечной недостаточности.

## Принцип действия
Ингибиторы АПФ угнетают действие ангиотензинпревращающего фермента, который превращает биологически неактивный ангиотензин I в гормон ангиотензин II, обладающий сосудосуживающим действием. В результате воздействия на ренин-ангиотензиновую систему, а также усиления эффектов калликреин-кининовой системы ингибиторы АПФ обладают гипотензивным эффектом.
Ингибиторы АПФ замедляют распад брадикинина, сильного вазодилататора, стимулирующего расширение кровеносных сосудов с помощью выброса оксида азота (NO) и простациклина (простагландина I2).
Обнаружено, что тетрапептид N-ацетил-серил-аспартил-лизил-пролин (Ac-SDKP, горалатид) инактивируется путем расщепления под действием АПФ. Это позволяет объяснить почему ингибиторы АПФ помогают предотвратить рубцевание и ремоделирование сердца, поскольку Ac-SDKP представляет собой антифиброзный и противовоспалительный пептид, который, как известно, способствует росту кровеносных сосудов, уменьшает воспаление и уменьшает рубцевание после травмы.

## Классификация ингибиторов АПФ
Ингибиторы АПФ делятся на следующие группы:
- препараты, содержащие сульфгидрильные группы: каптоприл, зофеноприл;
- дикарбоксилат-содержащие препараты: эналаприл, рамиприл, хинаприл, периндоприл, лизиноприл, беназеприл;
- фосфонат-содержащие препараты: фозиноприл;
- природные ингибиторы АПФ.

Казокинины и лактокинины являются продуктами распада казеина и сыворотки, которые естественным образом появляются после употребления молочных продуктов. Роль в снижении артериального давления неясна. Лактотрипептиды Вал-Про-Про и Иле-Про-Про вырабатываются пробиотиками Lactobacillus helveticus или являются продуктами распада казеина и обладают антигипертензивным эффектом.
Ингибиторы АПФ снижают давление за счет снижения общего периферического сосудистого сопротивления. Сердечный выброс и частота сердечных сокращений изменяются не сильно. Эти препараты не вызывают рефлекторной тахикардии, характерной для прямых вазодилататоров. Отсутствие рефлекторной тахикардии достигается благодаря установлению уровня активации барорецепторов на более низкий уровень или благодаря активизации парасимпатической нервной системы.

## Клиническая польза ингибиторов АПФ
Ингибиторы АПФ уменьшают протеинурию, поэтому особенно важны для терапии пациентов с хроническими болезнями почек. Этот эффект также важен у пациентов с диагнозом сахарный диабет, поэтому эти препараты имеют статус препаратов выбора для лечения артериальной гипертензии у пациентов с диабетом. Эти эффекты, по-видимому, связаны с улучшением ренальной гемодинамики, снижением резистентности эфферентных артериол, что снижает давление в капиллярах клубочков. Также эти препараты снижают смертность от инфаркта миокарда и сердечной недостаточности. Польза иАПФ была продемонстрирована для всех степеней тяжести СН, а также у пациентов с асимптомной формой дисфункции левого желудочка; также польза была продемонстрирована у пациентов с перенесённым инфарктом миокарда. В целом было отмечено значительное снижение количества случаев инфаркта миокарда и госпитализаций с СН (отношение шансов 0,72, 95 % ДИ 67 — 78 %). Это означает, что лечение 100 пациентов предотвратит развитие хотя бы одного события у 7 пациентов.

## Побочные эффекты
Ингибиторы АПФ хорошо переносятся, так как они вызывают меньше идиосинкразических реакций и не имеют побочных метаболических эффектов по сравнению с бета-блокаторами и диуретиками.
Спектр побочных эффектов: гипотония, сухой кашель, гиперкалиемия, острая почечная недостаточность (у пациентов с билатеральным стенозом почечных артерий), фетопатический потенциал (противопоказаны при беременности), высыпания, дизгезия, ангионевротический отёк, нейтропения, гепатотоксичность, снижение либидо, синдром Стивенса — Джонсона.
Канадские исследователи сообщают, что употребление ингибиторов АПФ на 53 % повышает у пациентов риск падения и переломов. Предполагается, что данный эффект препаратов может быть связан как с изменением структуры костей, так и с вероятностью значительного снижения давления при изменении положения тела.